# Joan de Palomar
Joan de Palomar (Barcelona, segona meitat del segle xiv - ?, 1433) fou un eclesiàstic i un jurista canonista. L'any 1430 era canonge ardiaca i vicari del Bisbat de Barcelona.
Fou capellà d'Eugeni IV i auditor del Sacre Palau. Quan el concili de Basilea obrí les seves sessions, el maig de 1431, el cardenal Julià, a qui el papa havia designat per a ocupar-ne la presidència, en no poder assistir a les sessions va nomenar Palomar i el dominic parisenc Joan de Ragusa per a substituir-lo.
Dins del concili tingué un paper important, per a l'ortodòxia catòlica, quan refusà de forma eloqüent el quart article presentat a l'assemblea pels pares bohemis (hussites), relatiu al poder secular de l'Església sobre els béns temporals.
L'any 1437 era ambaixador del rei de Catalunya-Aragó al concili de Basilea. Com que era partidari de seguir les sessions del concili, que fou conclòs pel papa, caigué en desgràcia davant d'aquest, que el feu jutjar per rebel·lió.